# Список послов СССР и России на Маврикии
В статье представлен список послов СССР и России на Маврикии.

## Хронология дипломатических отношений
- 17 марта 1968 г. — установлены дипломатические отношения на уровне посольств.
- 1968—2003 гг. — дипломатические отношения со стороны Маврикия осуществлялись через посольство Маврикия в Индии.
- Июль 2003 г. — открыто посольство Маврикия в Москве.

## Список послов
| Срок полномочий                     | Посол                              | Годы жизни | Вручение верительных грамот |
| ----------------------------------- | ---------------------------------- | ---------- | --------------------------- |
| СССР                                |                                    |            |                             |
| 27 ноября 1968 — 5 июля 1973        | Василий Алексеевич Рославцев       | 1915—1989  | 12 февраля 1969             |
| 5 июля 1973 — 15 января 1976        | Николай Иванович Бандура           | 1914—2005  | 25 июля 1973                |
| 15 января 1976 — 10 июля 1981       | Илья Иванович Сафронов             | 1920—2013  | 4 марта 1976                |
| 10 июля 1981 — 28 октября 1986      | Николай Александрович Панков       | 1928—2005  | 18 августа 1981             |
| 28 октября 1986 — 6 декабря 1990    | Юрий Алексеевич Кириченко          | 1936—2017  |                             |
| 6 декабря 1990 — 25 декабря 1991    | Виктор Иванович Трифонов           | 1937—      |                             |
| Российская Федерация                |                                    |            |                             |
| 25 декабря 1991 — 13 сентября 1994  | Виктор Иванович Трифонов           | 1937—      |                             |
| 13 сентября 1994 — 5 мая 1999       | Агарон Николаевич Асатур           | 1944—      |                             |
| 5 мая 1999 — 12 февраля 2004        | Валерий Михайлович Нестерушкин     | 1949—      |                             |
| 12 февраля 2004 — 20 апреля 2011    | Ольга Яковлевна Иванова            | 1945—      |                             |
| 20 апреля 2011 — 18 сентября 2017   | Вячеслав Васильевич Никифоров      | 1948—      | 28 июля 2011                |
| 18 сентября 2017 — 13 сентября 2024 | Константин Вячеславович Климовский | 1966—      | 9 ноября 2017               |
| 13 сентября 2024 — настоящее время  | Ирада Автандиловна Зейналова       | 1972—      | 15 октября 2024             |